# 平安夜

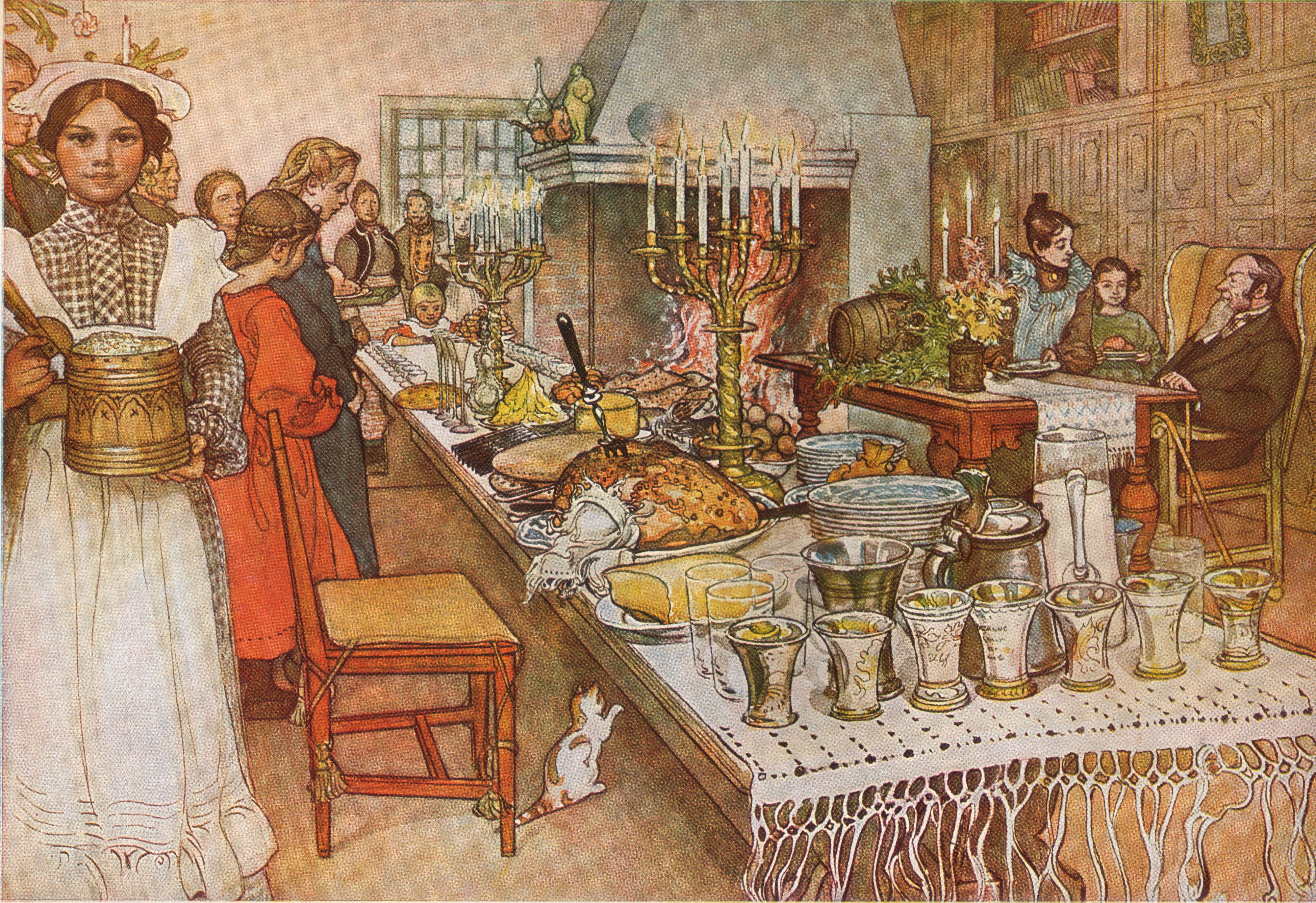
《平安夜》（1904-05）水彩画，瑞典畫家卡尔·拉森（1853-1919）

平安夜（英語：Christmas Eve），即聖誕節的前夕（12月24日）。在大部分基督教社會裏，平安夜是圣诞季重要的节日之一。
平安夜傳統上是擺設聖誕樹的日子，但隨着聖誕節的慶祝活動提早開始進行，例如美國在感恩節後，不少聖誕樹早在聖誕節前數星期已被擺設。
在英國，平安夜如在工作日，有時會被銀行及貿易公司視為短日（下午休息）。
傳統教會的聖誕期在平安夜開始。除非當日是星期日（參看待降節），守夜的聚會據說是在12月24日早上。然而，在午夜前參加聖誕節的聚會是不被允許的。聖誕季節繼續直至1月4日，如當日是星期六，則至1月5日，當主顯節（顯現日）慶祝時。
傳統上不少基督徒會在平安夜參與子夜彌撒或聚會，通常在世界各地的教堂內舉行，以表示聖誕日的開始。一些教會則會在晚上較早時間舉行燭光崇拜，通常會有耶穌降生故事的話劇表演，亦會享用大餐。德國的傳統菜色則是燒鯉魚。

## 名稱與地區差異
中文裏稱此日爲平安夜，源自著名的聖誕歌曲《平安夜》（Stille Nacht）。這天亦稱聖誕前夕。此外，在不同的中文地區，此日還有另一些名稱，但可能會造成混淆。
在香港，「平安夜」和「聖誕夜」指不同的日子。12月24日晚上稱為「平安夜」，而「聖誕」一詞統一指12月25日，12月25日晚上稱為「聖誕夜」。換言之「聖誕夜」與「聖誕節」是同一天。
在台灣則相反，12月24日晚上除了「平安夜」，也稱為「聖誕夜」，指同一天。因此「聖誕夜」與「聖誕節」在台灣並不指同一天，而12月25日晚上是「聖誕節的晚上」。

## 由來
耶穌誕生的那個晚上，在曠野看守羊群的牧羊人，突然聽見天上傳來了聲音，告訴他們耶穌降生的消息。根據《聖經》記載，耶穌來到人間，是要作人世間的王，因此天使便透過這些牧羊人把消息傳給更多的人。
後來，人們就仿效天使，在平安夜的晚上，到處傳講耶穌降生的消息。直至今日，就演變成報佳音這個活動。

## 傳統慶祝
基督教社會中，平安夜這天，每家按傳統都要擺放一棵聖誕樹。當晚，全家人團聚在客廳中，圍在聖誕樹旁唱聖誕歌曲，互相交換禮物，彼此分享生活中的喜怒哀樂，表達內心的祝福和愛，並祈求來年的幸福。

## 各地的慶祝形式

### 歐美地區

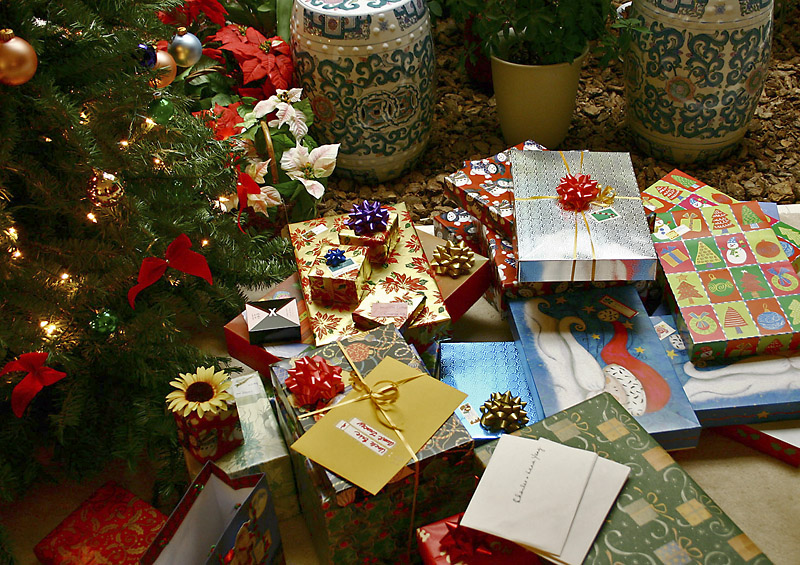
聖誕樹下的圣诞礼物

平安夜亦被認為是聖誕老人及其他地區類似人物四處向好兒童派禮物的時間。在意大利，禮物在平安夜當日早上已開啟，而在英國、愛爾蘭、瑞典、丹麥、挪威、芬蘭、葡萄牙及波蘭，聖誕禮物通常在平安夜晚上或聖誕日早上開啟。在德國大部份地區，聖誕禮物則在平安夜晚上開啟。在冰島，聖誕節在平安夜下午6時開始，教堂鐘聲會被敲響，人們會與家人一起享用節日晚餐，之後便會拆禮物，一起渡過晚上。在北美洲，大部份家庭會在聖誕日早上拆禮物。對於已離婚的家庭，孩子可能分開兩日與父親或母親其中一方慶祝。在西班牙禮物則要到1月6日顯現日（Día de reyes）早上才會開拆。不少傳統聖誕故事都在平安夜晚上發生。澳洲和紐西蘭因為位於南半球，平安夜和聖誕節時正值盛夏，所以很多人們會在室外歡度節日，比如海邊衝浪或是烤肉。

### 日本
在日本，大多數人都信奉傳統的神道教以及佛教，聖誕節的宗教氣息淡薄，一般人鮮少注意聖誕節或平安夜的宗教意義。大多是年輕人受到商業炒作的影響，將聖誕節等同於禮物交換、狂歡節或是情人節的延伸，年輕人開派對，情侶往往在平安夜約會、吃大餐，造成餐廳與旅館人潮遠多於教堂的現象。
日本人的聖誕節通常會吃炸雞和草莓奶油蛋糕。吃炸雞是來源於肯德基1974年的廣告詞「聖誕節就是要吃肯德基(クリスマスにはケンタッキー)」，如今已成爲日式聖誕節傳統。

### 中國大陸

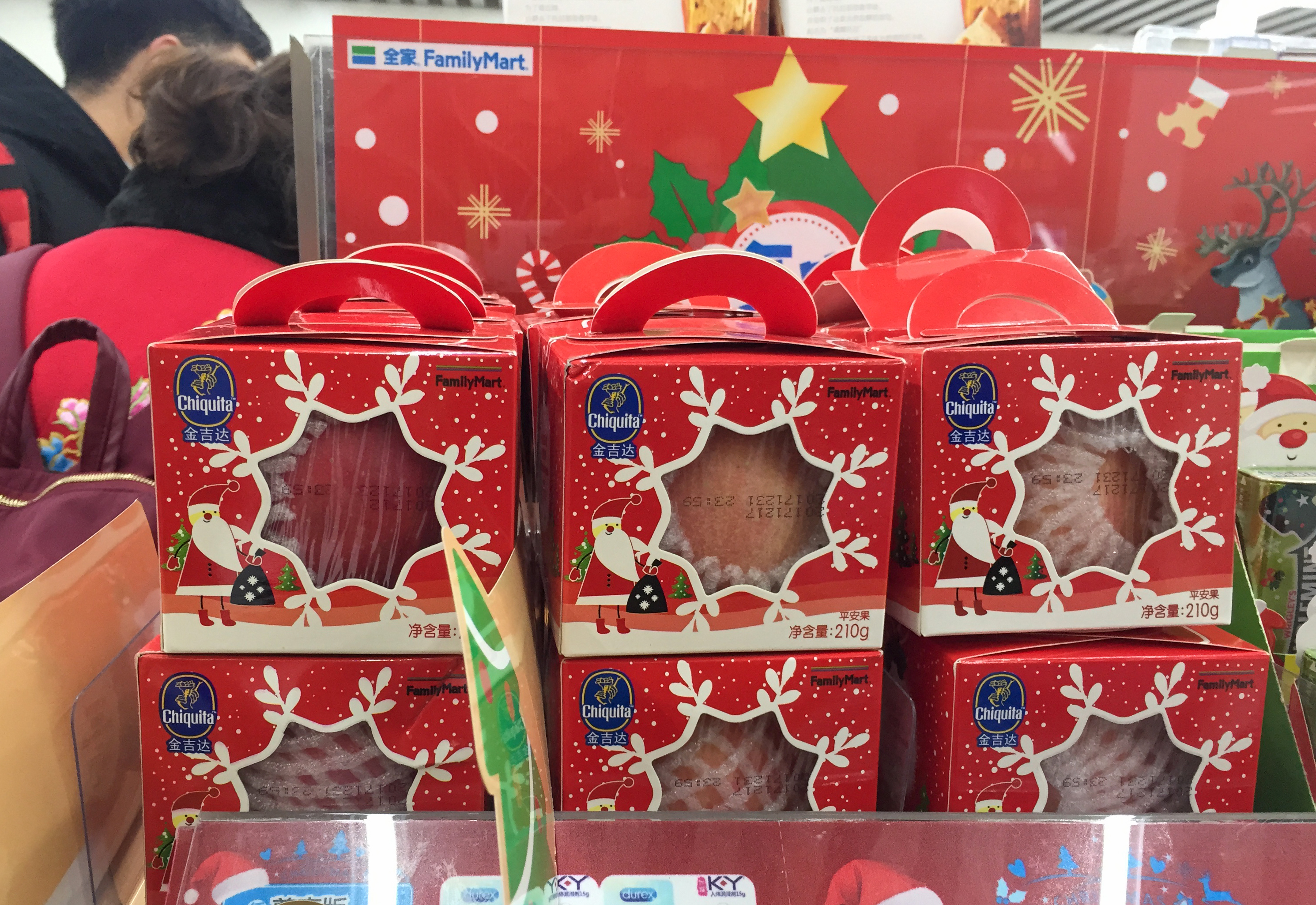
北京市一间全家便利店销售的平安果

雖然中國大陆地区欢度平安夜的时间不长，但类似于东亚其他国家地区，城市居民上街购物娱乐。同时2015年的平安夜，中国大陆更出现平安夜送苹果的新民俗，这些经过包装的苹果被称为“平安果”，售价大多高于未包装的普通苹果，以“蘋”与“平”谐音取“平平安安”之意。

### 香港
受前宗主國英國和西方文化深遠影響，香港聖誕氣氛相當濃厚，聖誕節是香港受重視的節日之一，聖誕節當日及翌日是香港的公眾假期，但過平安夜則不屬公眾假期。每年平安夜香港各區公園或大小商場均有不同擺設及燈飾，另外亦有個別商家會舉行不同形式的慶祝活動（如：時代廣場平安夜倒數，但近年取消）。參與慶祝活動的人數眾多，個別繁忙路段會有封路措施，而公共交通服務（包括港鐵和巴士）會在平安夜提供通宵服務。
在當天晚上，香港有不少市民會參與聖誕派對並交換聖誕禮物，有的會到酒店或餐廳吃自助餐，也有市民喜歡在家中與家人及朋友一起吃聖誕大餐。入夜後，很多市民會到尖沙咀觀賞聖誕燈飾，有的則會到蘭桂坊等地的酒吧通宵狂歡。部分基督新教及天主教的信徒到教堂或教會參加宗教聚會，也有信徒會在街上唱聖誕歌及報佳音。另外，在香港還流行「平安夜，失身夜」的說法，意思是有些情侶會在這天晚上溫馨氛圍、醉人聖誕裝飾的佳節氣氛襯托下，進行親密行為甚至不安全性行為等的現象。過去在聖誕來臨前，各種社會志願組織、團體都會呼籲年輕人不要「偷嚐禁果」。聖誕後，香港家庭計劃指導會或母親的抉擇熱線會很繁忙，他們也會公佈求助數字，以顯示問題的嚴重性。現在年輕男女都變得早熟，團體就改為呼籲年輕人萬一「情到濃時」要做足安全措施。香港青年協會的調查發現在浪漫節日氣氛下，9%的青少年表明接受發生一夜情或容易做出越軌行為。

### 澳門
受前宗主國葡萄牙和西方文化深遠影響，澳門聖誕氣氛相當濃厚，澳門有眾多與天主教會有關的節日，節日在澳門回歸後仍作為公眾假期，因此市民普遍會在平安夜慶祝，平安夜及聖誕節也是澳門的公眾假期。
在澳門，每逢踏入12月，大街小巷都會粉飾得充滿濃厚的歐陸聖誕氣氛，聖誕樹、馬槽、彩帶、燈色隨處可見。在平安夜，年輕人聯朋結隊到中區逛街，又喜歡到議事亭前地和大三巴牌坊欣賞分別由天主教會和基督新教團體所舉辦的聖誕報佳音。到了午夜，澳門各堂區的天主教堂分別舉行聖誕子夜彌撒，尤其以主教座堂人數最多，聖誕鐘聲遍及全城，即使非基督徒的市民也喜歡到教堂感受聖誕節的宗教氣氛。而澳門的皇朝區亦人潮如鰂，年輕人到酒吧狂歡佳節。因為澳門回歸紀念日是12月20日，以及冬至皆鄰近聖誕節日，不少市民均會請連續假期以慶祝。

### 台灣
台灣的平安夜及聖誕節並非國定假日。天主教會於平安夜晚於全台各地天主堂舉行聖誕子夜彌撒，部分基督新教教會也會舉行平安夜聖誕感恩禮拜；而許多非基督徒也會參與非關宗教性質的慶祝活動，例如交換禮物、賀卡、聖誕宴會等。
基督宗教雖非台灣主流宗教，但其教徒對於台灣社會具有一定的影響力，且各教派除宗教事務外多投入社會公益、文教事業，加上原住民族多數信仰基督宗教，因此台灣仍受基督宗教文化一定程度的影響；加上聖誕節相關的商業活動對節日氣氛的強化，聖誕節因而逐漸在台灣成為文化節慶之一，許多台灣人無論是否為基督徒都會慶祝。另外有些地方政府也會舉辦大型聖誕晚會與系列活動，目前規模最大者為2010年起舉辦的「新北市歡樂耶誕城」。